# Phnom Penh (dokumentarfilm)
|  | Denne artikel er oprettet af botten Steenthbot ud fra en ekstern database. Den kan derfor have sproglige fejl eller mangler. Denne skabelon kan fjernes efter kontrol af indholdet. |

Phnom Penh er en dansk udviklingsbistandsfilm fra 2002 instrueret af Anders Dollerup og Thomas Grimstrup.

## Handling
Hvordan ser fremtiden ud i det hærgede Cambodja? Efter mange års borgerkrig og ufred skal et nyt samfund bygges op. Nogle unge mennesker fra hovedstaden giver et bud på mulighederne.